# Zoutjes

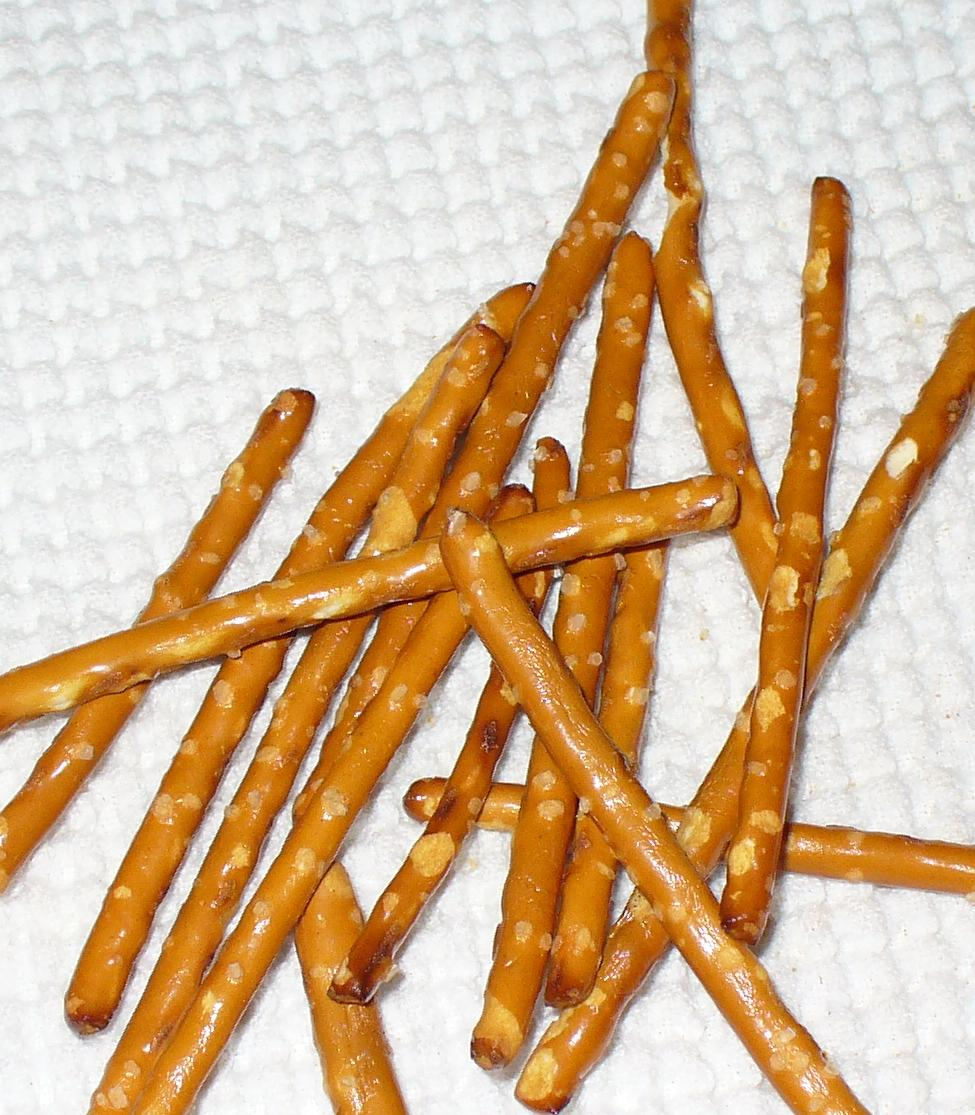
Zoute stengels

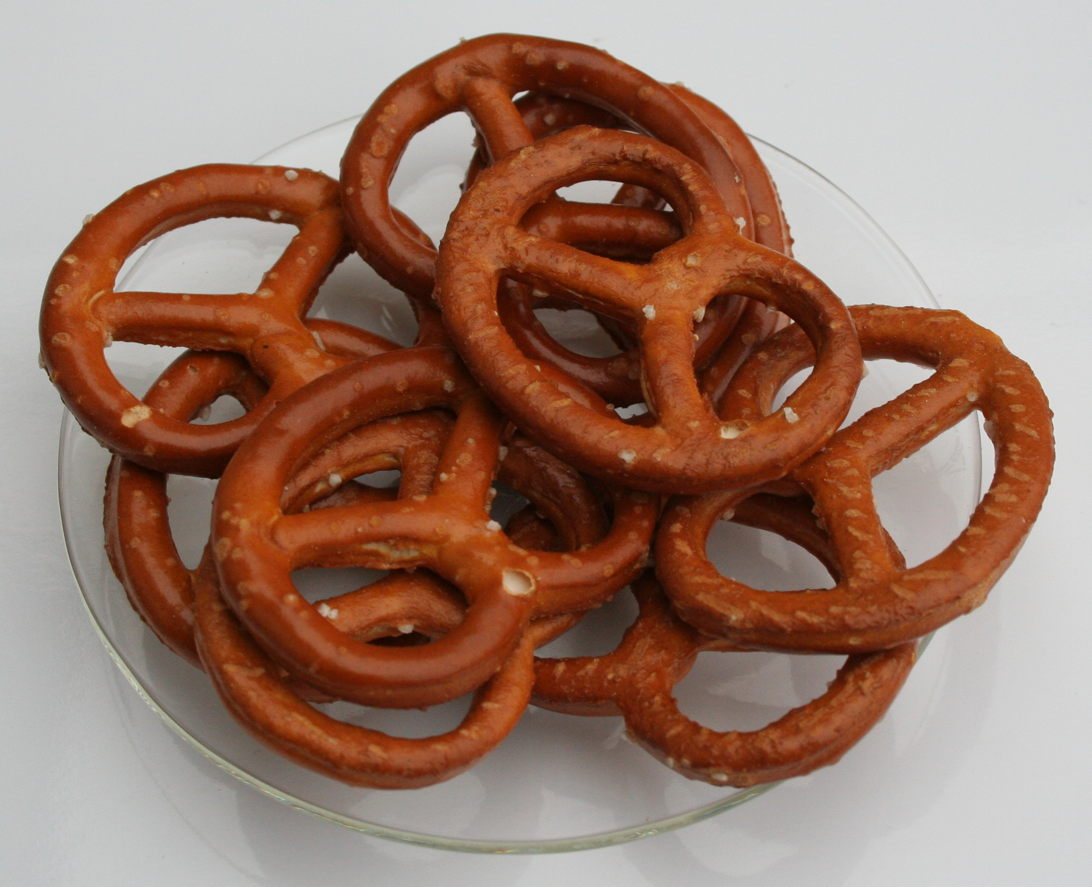
Zoute krakelingen

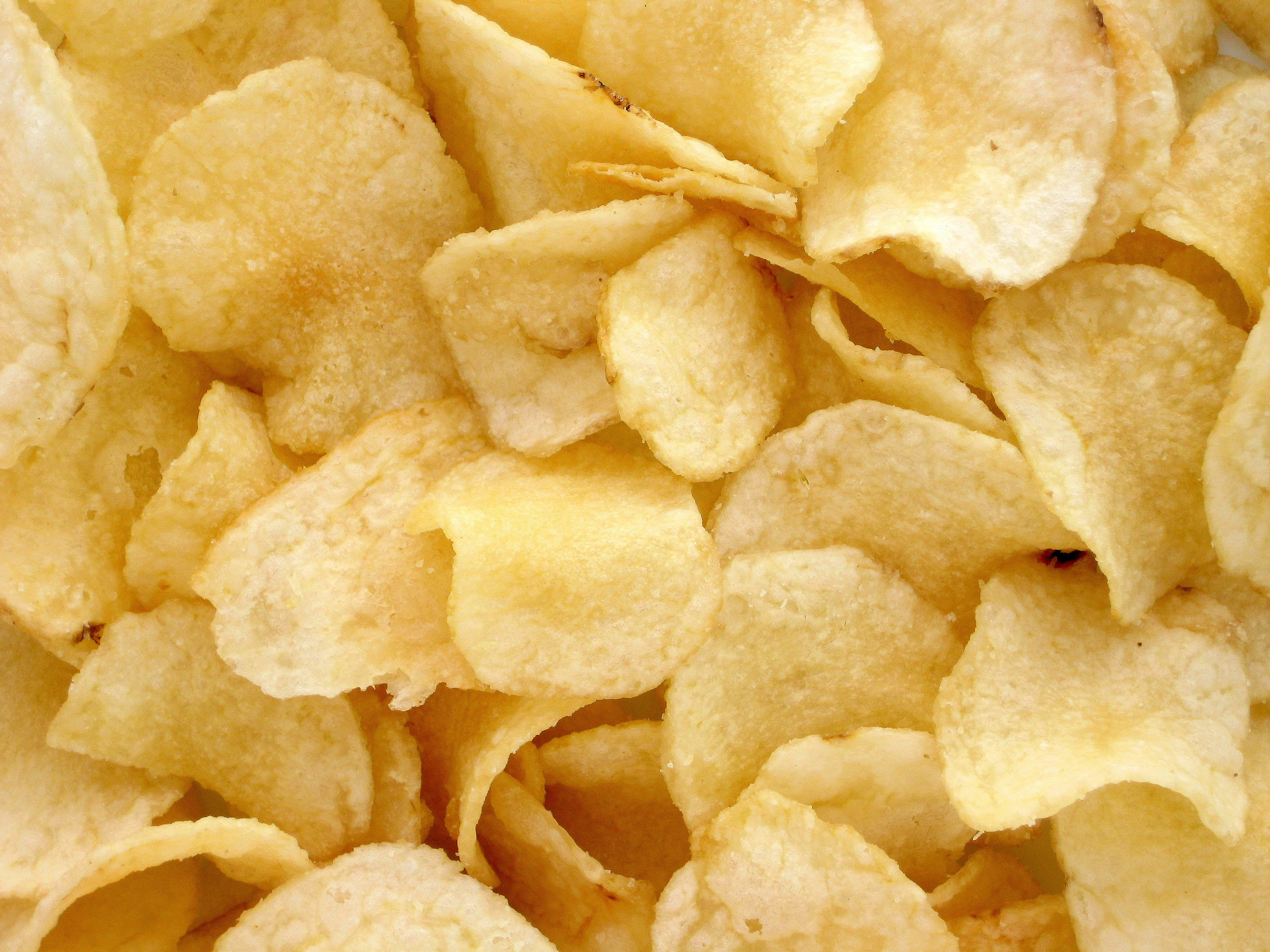
Aardappelchips

Zoutjes is een verzamelnaam voor allerlei, meest hartige en gebakken deegwaren en met keukenzout gezouten voedsel, die bedoeld zijn als borrelhapje, snack of tussendoortje.

## Gebruik
Zoutjes worden meestal gemaakt door ze te bakken, braden of frituren - al zijn er ook complexere bereidingsprocedés. Ze worden beschouwd als fingerfood omdat ze met de handen (zonder bestek) worden gegeten.
Vaak wordt het zout aan de buitenkant gestrooid, naast het zout in het deeg. Ondanks de zoute smaak kunnen zoutjes ook suiker bevatten.
Zoutjes worden typisch gegeten op feestjes of thuis rond 4 uur, vóór de hoofdmaaltijd, soms als hors-d'oeuvre, maar kunnen naar believen op elk moment gegeten worden. In veel cafés bevinden zich bakjes met zoutjes op de bar.
Zoute koekjes worden vaak geserveerd bij het proeven van wijn om de smaak van de wijn in de mond te neutraliseren voordat een volgende wijn geproefd wordt.
Zoutjes kunnen los gegeten worden, of met een dipsaus, belegd met kaas of spread (bijvoorbeeld crackers), of bedekt met gesmolten kaas (bijvoorbeeld tortillachips) of verwerkt in een recept (bijvoorbeeld nacho's).

## Soorten
Enkele typen zoutjes zijn:
- Chips (gefrituurd of gebakken, meestal van aardappels of aardappelmeel)
- Pinda's (losse, gebrande noten)
- Crackers en zoute koekjes (gebakken deegwaren)
- Borrelnootjes (pinda omhuld met een gebakken deeglaagje)
- Zoute stengels (gebakken deegwaren)
- Japanse zoutjes

## Hygiëne
Tijdens de coronacrisis werd geadviseerd om borrelhapjes uit te serveren met een eigen schaal per persoon, of met een vorkje, prikkertje of lepeltje per gast, om zo kruisbesmetting te voorkomen.